# Pectinifera sypnaesimilis
Pectinifera sypnaesimilis är en fjärilsart som beskrevs av Emilio Berio 1964. Pectinifera sypnaesimilis ingår i släktet Pectinifera och familjen nattflyn. Inga underarter finns listade i Catalogue of Life.